# Sant Martí d'Envalls
Sant Martí d'Envalls (oficialment en francès: Saint-Martin d'Envalls) és una església romànica de la comuna nord-catalana d'Angostrina i Vilanova de les Escaldes (Alta Cerdanya).

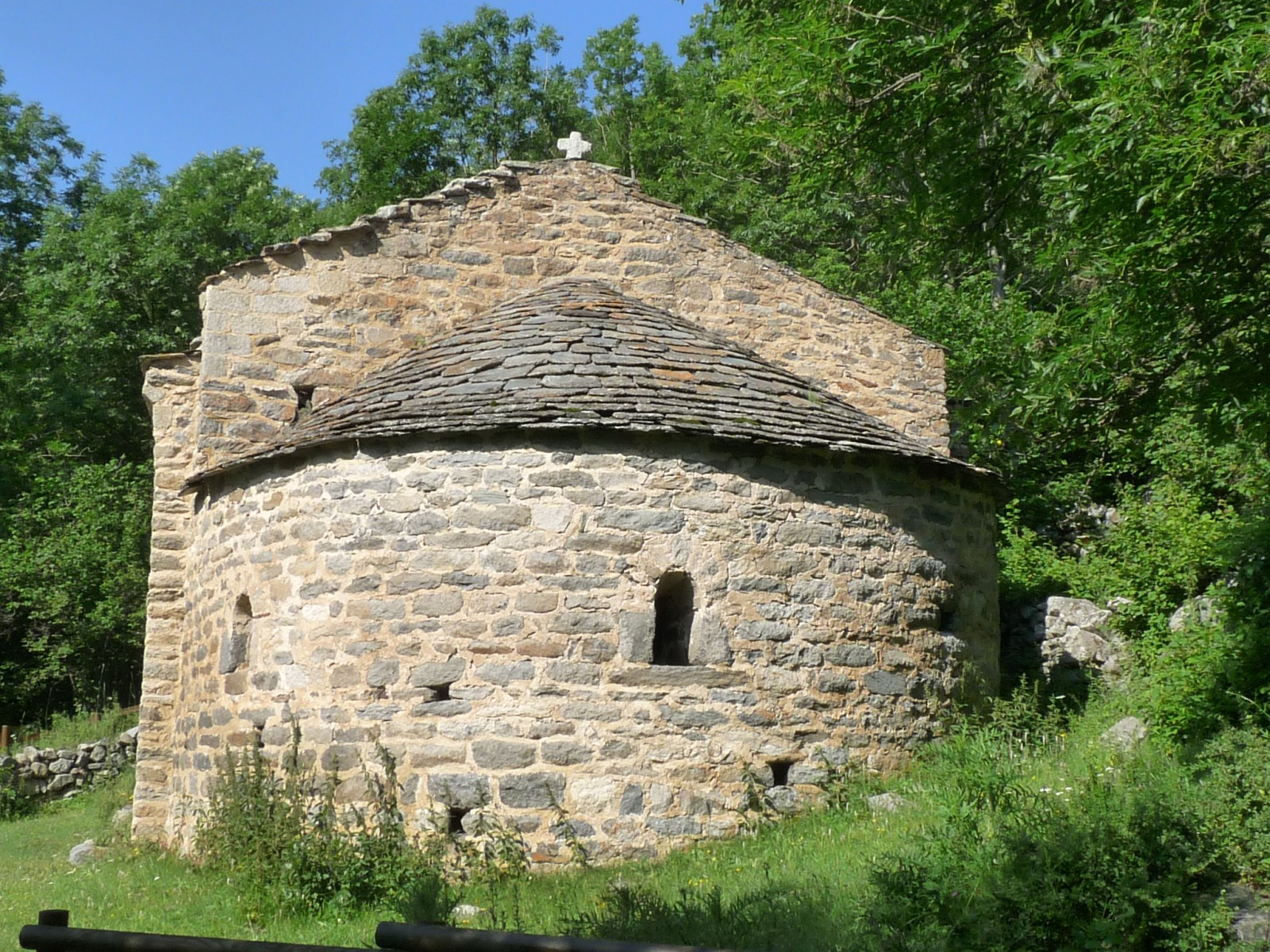
Absis de l'església

Està situada al peu del Carlit, en la unió de la riera dels Estanyets amb el riu d'Angostrina a 1.340 metres d'altitud. S'hi arriba pel camí que remunta la vall d'Angostrina. Força a prop de l'església hi ha el modest refugi excursionista de la Cabana d'Envalls.

## Història
El nom de la capella s'esmenta per primera vegada en l'acta de consagració signada per Bernat Roger, bisbe d'Urgell, del 1164.

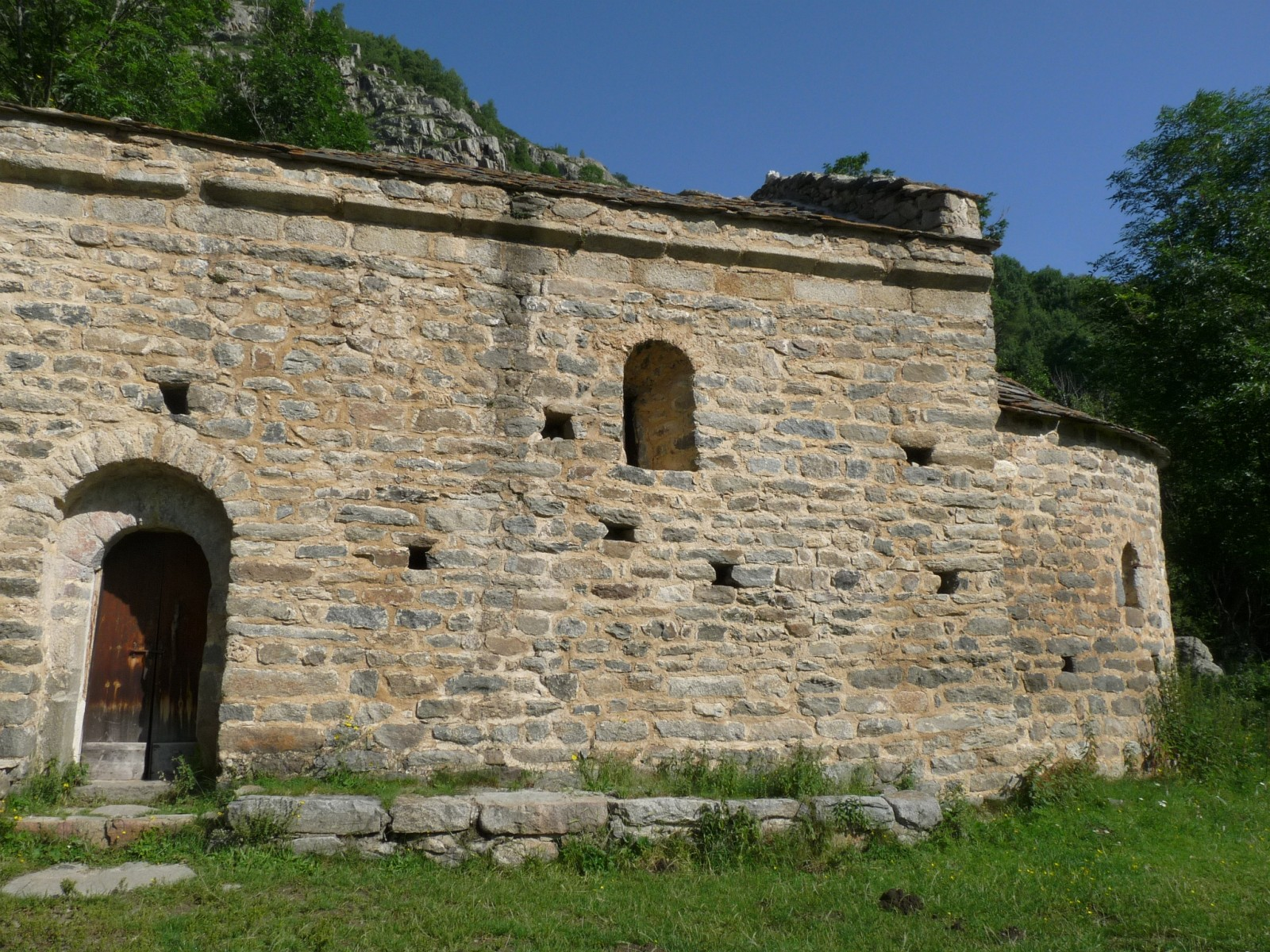
Façana meridional, amb el portal

La capella tenia annex un petit hospital (entès, en el sentit medieval del terme, com un lloc on s'acollia i socorria els necessitats) per als pastors transhumants (i també per a traginers i contrabandistes) que recorrien els camins del Carlit, les Bolloses i el Capcir, en la ruta que unia la plana cerdana amb les occitanes poblacions d'Acs i Foix a través de la vall d'Orlú, població del Sabartès (País de Foix). L'hospital era atès per una petita comunitat d'oblats dirigida per un sacerdot. Depengué del monestir de Santa Maria d'Espirà de Conflent, monestir que havia estat fundat el segle xiii per canonges regulars del Sant Sepulcre), que n'exercien la jurisdicció.

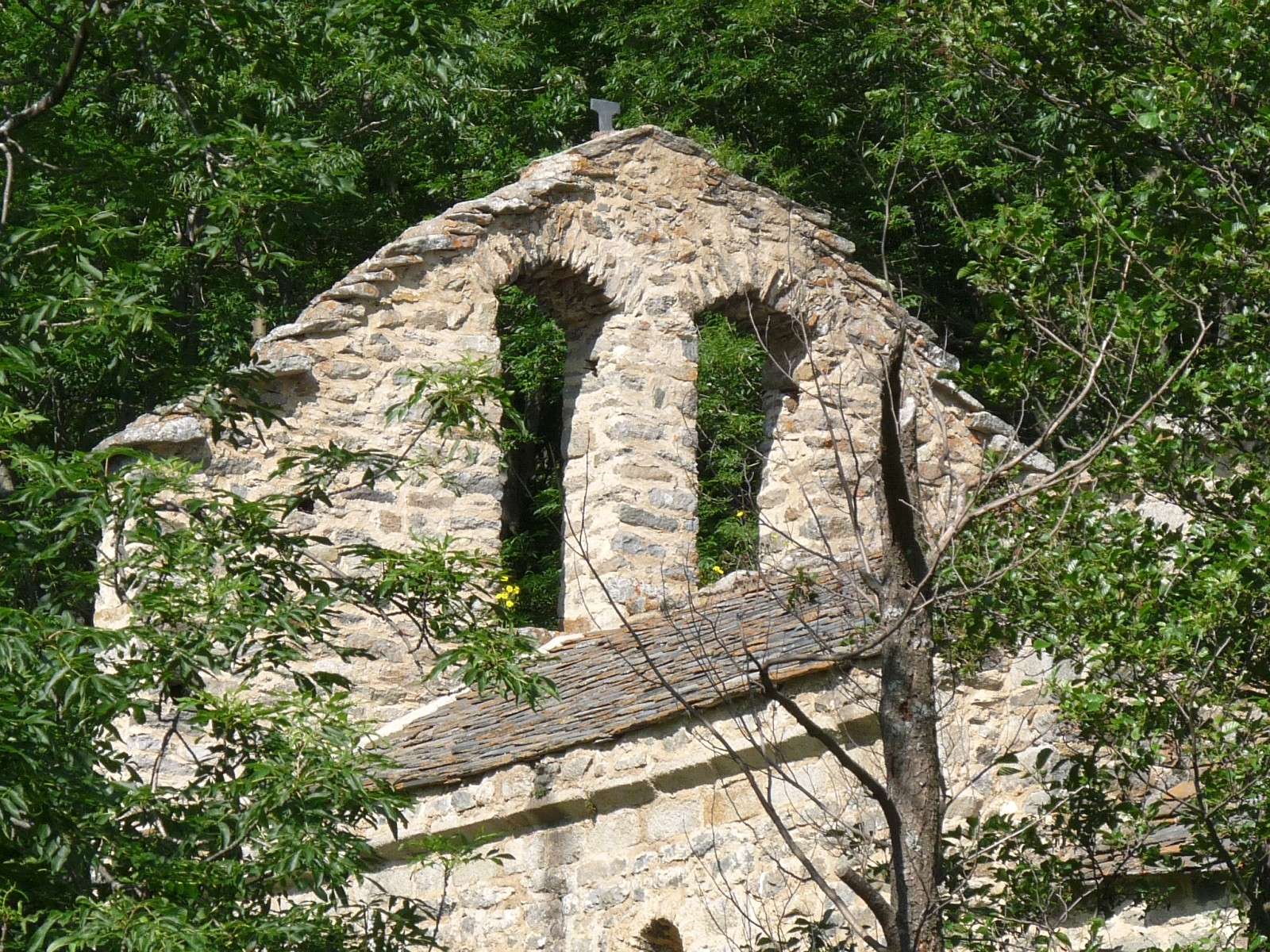
El campanar d'espadanya

La procedència del topònim Envalls no és clara. S'ha parlat d'un poble d'Envalls, destruït per una allau que només respectà l'església, però sense més dades. El fogatge del 1515 indicava 2 focs (o famílies, unes 10 persones) per a Sant Martí d'Envalls, probablement distribuïdes en un poble disseminat que tenia aquesta església com a referència.
Sant Martí d'Envalls va ser declarat Monument històric de França el 28 de març del 1996. De propietat municipal, l'església havia restat abandonada durant molts anys fins que va ser començada a restaurar el 1981; posteriorment, el manteniment anual ha estat gestionat per l'associació Chantier Remparts i en l'actualitat el seu estat de conservació és correcte.

## Arquitectura

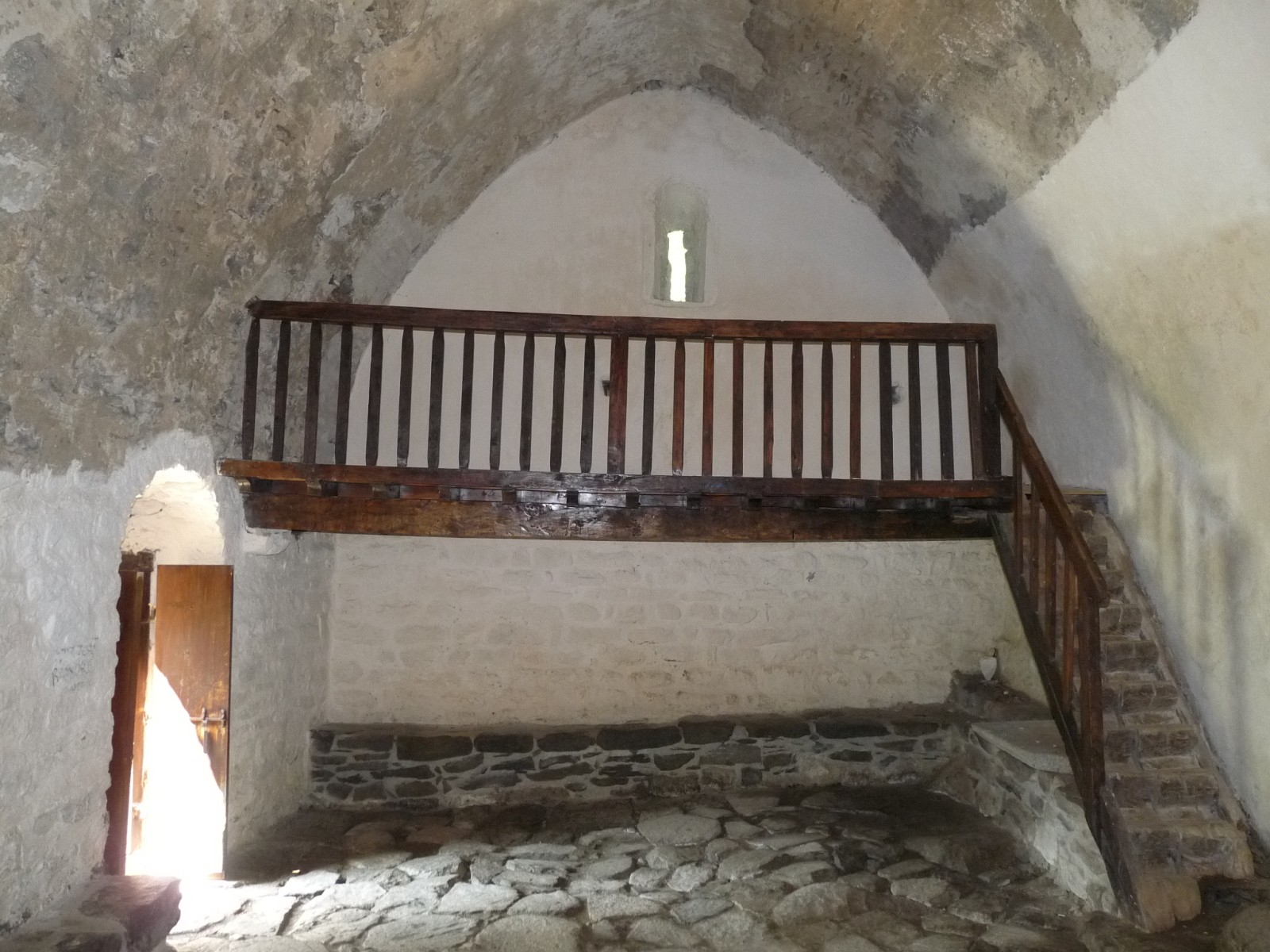
Interior de l'església

La nau de l'edifici és de volta de canó, acabada amb un absis semicircular amb coberta de quart d'esfera. Sobre la façana oest es dreça un campanar d'espadanya de dues altes obertures, mentre que a la façana de migdia -com és usual en moltes esglésies romàniques- s'obre la porta, en arc de mig punt. L'aparell dels murs és de pedres de granit i gres. Presenta diverses obertures petites i algunes finestres (una a la façana oest, una altra a la sud, dues a l'absis). A l'interior, el terra de l'església és discontinu, de pedres. A l'extrem occidental de la nau es dreça una petita tribuna, on hom accedeix per una escala, força rústica, de fusta.

## Mobiliari

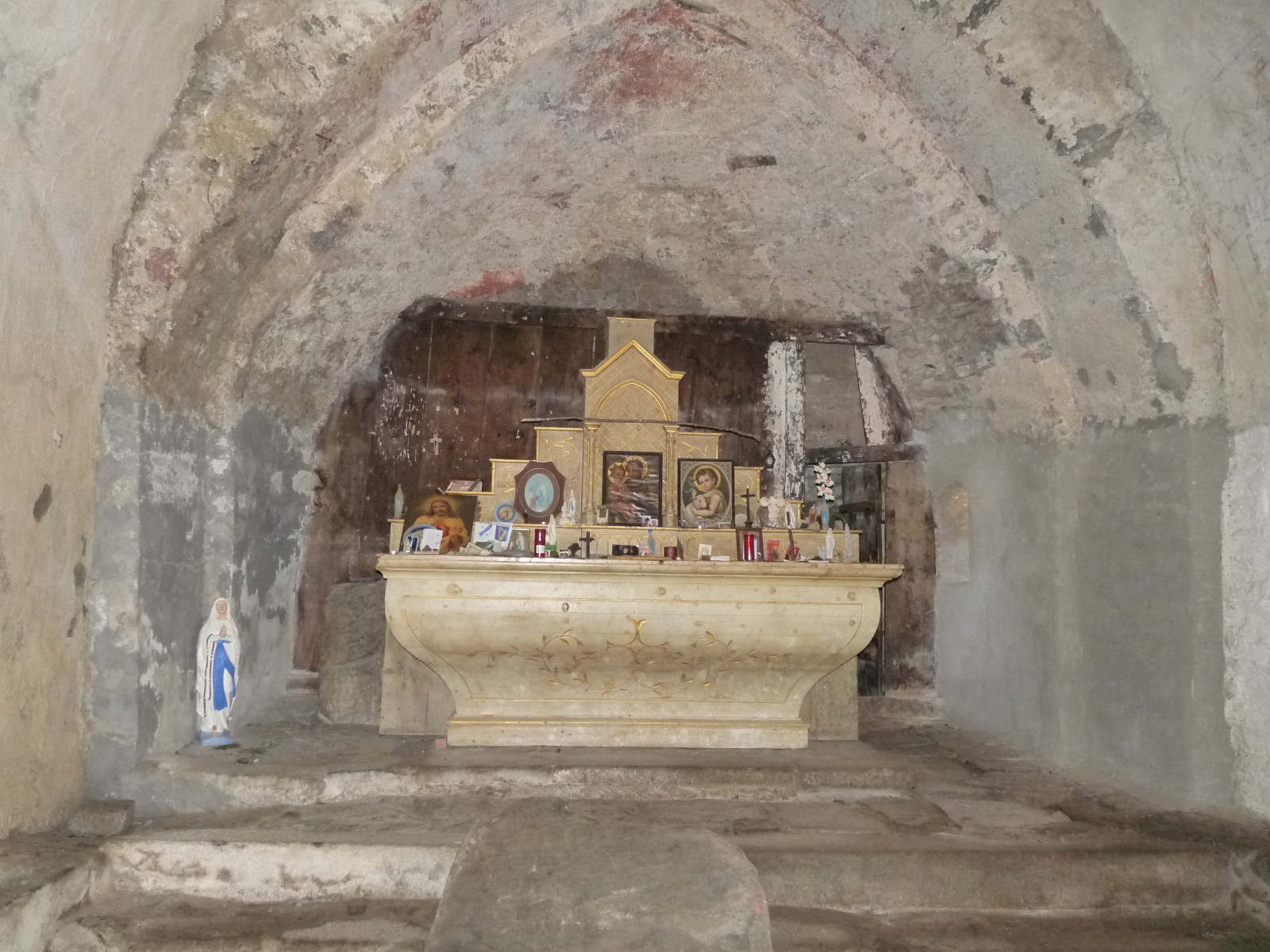
Altar major

- La majestat romànica d'Envalls es considera[9] de finals del segle xii (per bé que Marcel Durliat es decanta per la primera meitat del XIII) i és una talla policromada de 59 x 55 cm. muntada sobre una creu de 107 x 76. Aquest Crist ha estat associat a un grup de marededeus romàniques de fusta procedents del bisbat d'Urgell, i algun especialista[10] hi ha vist un paral·lel estilístic innegable amb la marededeu de Ger, conservada al Museu Nacional d'Art de Catalunya. El 1936, la Majestat era encara a l'emplaçament original però, en el present (2014), és a l'Institut Amatller d'Art Hispànic de Barcelona. Aquesta institució estatja igualment una pintura de Sant Martí, potser procedent d'un retaule. Es tracta d'una taula horitzontal policroma que mostra el Crist envoltat dels Apòstols. S'ha cregut[9] semblant al retaule de Sant Esteve de Guils, a la Baixa Cerdanya.

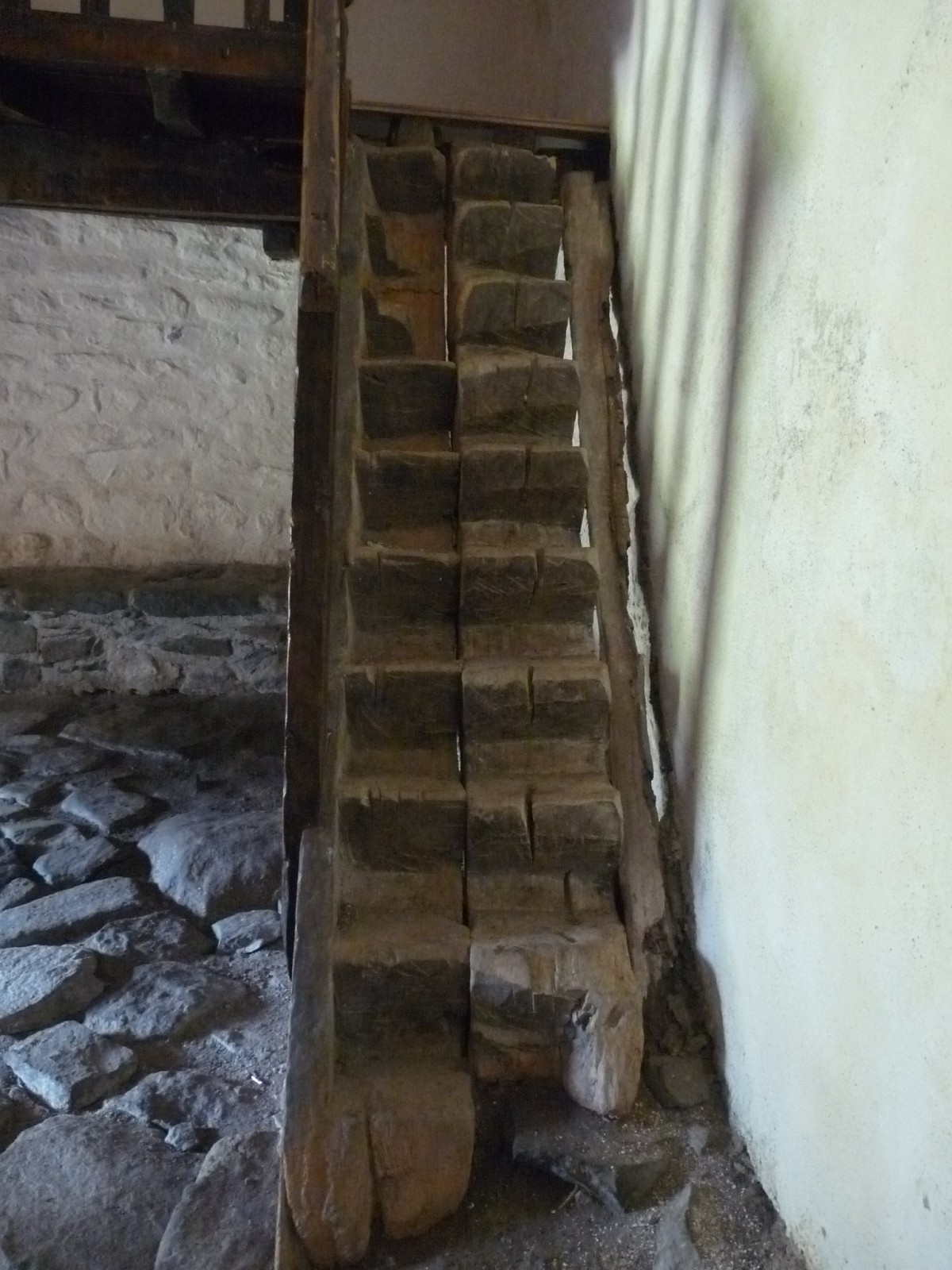
Escala i detall del paviment

- Frontal d'altar (amb els quatre costats) del segle xiii[11] que es conserva a l'església parroquial (moderna) de Sant Andreu d'Angostrina. Fa 150 x 90 cm. i es troba[12] en molt mal estat de conservació.
- Imatge de la Mare de Déu amb l'Infant[13] romànica del segle xiii, estilísticament semblant a la marededeu d'All, i robada el 1975
- Petit retaule amb baldaquí, que tenia com a imatge central la imatge robada, dipositat al "Centre d'Art Sacré" d'Illa. S'hi poden observar[14] dues pintures, dedicades a l'Anunciació i a la Visitació.
- L'Enciclopèdia Catalana[2] indica també (sense referències corroboradores, però) un altar dedicat a Júpiter i inscripcions que indicarien un passat romà.